# Federico W. Schaeffer
Federico Wilhelm Schaeffer fue un artista y maestro guatemalteco dedicado a las ramas plásticas. Su especialidad fue el grabado.

## Biografía
Nació en la ciudad de Guatemala el 6 de junio de  1887. Siendo todavía muy joven fue enviado a Europa a cursar sus estudios. A su regreso a Guatemala en 1904 formó con otros jóvenes artistas, entre ellos Carlos Valenti, Hector Asturias T y Carlos Mérida, un grupo el cual cifraba sus intereses en las nuevas corrientes artísticas que se estaban trazando en Europa. Después de los terremotos que destruyeron la ciudad de Guatemala en 1917-1918, Schaeffer se dirigió a México donde continuó sus estudios de arte en la Academia de Bellas Artes de San Carlos habiéndose especializado en el arte del grabado. En 1926 volvió nuevamente a Guatemala radicándose definitivamente. 
Sus obras fueron mostradas en varias exposiciones de arte contemporáneo en México, Guatemala, Costa Rica, Brasil y los Estados Unidos. Por varios años desempeñó la cátedra de dibujo del desnudo en la entonces llamada Academia Nacional de Bellas Artes, cuando era director de la misma el bien recordado escultor Rafael Yela Gunther. Juntamente con los artistas Humberto Garavito, Antonio Tejeda Fonseca, Carlos Rigalt, Oscar Murúa y otros, era miembro de la primera galería particular de Guatemala, llamada Galería Arcada. Falleció en esta capital el 27 de agosto de  1957.

## Exposiciones
- Primera Exposición de Grupo de la Galería de Arte Moderno, Dirección de Acción Cívica, México Distrito Federal, 19 de enero de 1927.
- Exhibition of Modern Art from Central America of the Arts and Crafts Club, New Orleans, 8 de noviembre de 1940.
- Exposiciones Mundiales de Nueva York y San Francisco California 1941.
- Además en Buenos Aires, Rosario (Argentina), Córdoba (Argentina), Montevideo, Caracas, Lima, Quito, Guayaquil, Santiago de Chile, La Habana, San Juan de Puerto Rico, Panamá y Costa Rica.